# Mùa hoa phượng nở
"Mùa hoa phượng nở" là một bài hát thiếu nhi được sáng tác bởi nhạc sĩ Hoàng Vân. Bài hát được sáng tác trong thời điểm mùa hè năm 1960 hoặc 1961 khi tác giả có dịp đến thăm Trường Bưởi và hồi tưởng lại kỷ niệm. "Mùa hoa phượng nở" được chính Hoàng Vân xem là một "hoài niệm chân thực của tuổi học trò".

## Bối cảnh
Theo tác giả Trần Quỳnh Mai ghi nhận lại lời Hoàng Vân, "Mùa hoa phượng nở" được ông sáng tác vào khoảng mùa hè năm 1960 hoặc 1961, nhưng cũng có thông tin cho rằng bài hát viết năm 1967. Khi đó ông đến thăm trường cũ là Trường Bưởi, nay là Trường THPT Chu Văn An, Hà Nội. Khung cảnh và sinh vật tại ngôi trường đã gợi lại cho ông những cảm xúc mà ông gọi là "nhạc điệu hết sức khác lạ" để hình thành bài hát. Bài hát được ông coi là "một hoài niệm rất chân thực về tuổi học trò của tôi".

### Nội dung
"Mùa hoa phượng nở" là bài hát viết về mùa hè với hình ảnh của những tán cây phượng và âm thanh từ loài tu hú kêu cùng kỷ niệm thuở học trò. Những câu thơ trong lời 2 của bài hát, Hoàng Vân kể về sự trưởng thành của tuổi trẻ như "những cánh chim bay đi khắp phương trời đất nước", làm nhiều việc tốt, cống hiến tuổi trẻ cho quê hương.

## Âm nhạc
Theo nhà nghiên cứu âm nhạc Đào Ngọc Dung, bài hát này có "hai điểm khác lạ", trong đó điểm khác lạ đầu tiên là Hoàng Vân đã chọn hình ảnh tu hú kêu thay vì ve sầu, vốn là biểu tượng mà các bài hát thiếu nhi  Việt Nam về mùa hè luôn hướng đến. Điểm khác lạ thứ hai là ông đã tạo nên giai điệu từ một giọng điệu khác lạ: Đô trưởng nhưng thiếu bậc II (rê), trong khi đó âm VII (si) lại giáng. Đây là thủ pháp về giọng điệu của thế hệ các nhà soạn nhạc thuộc trào lưu âm nhạc lãng mạn phương Tây, mà Hoàng Vân được xem là người đầu tiên tại Việt Nam áp dụng vào ca khúc thiếu nhi.
Hoàng Vân đã cố tình không dùng âm rê trong hết cả bài, 2 âm si giáng xuất hiện liên tục ở 2 âm đầu nhịp có chữ "chín" và "trong" cũng tạo nên một "hiệu quả hòa âm khác lạ". Vì có âm si giáng nên hòa âm đã có xu hướng nghiêng về hợp âm Đô 7. Kết đoạn, kết bài Hoàng Vân không đưa về âm chủ là nốt đô mà lại về âm III (mi). Dù trong nhiều bài hát, tác giả thường kết ở âm III nhưng ở "Mùa hoa phượng nở", âm III được nhắc đi nhắc lại, nhấn mạnh liên tiếp khiến cho người nghe có cảm giác âm mi này đã là âm I của hợp âm Mi giảm.
Về kết cấu bài hát, "Mùa hoa phượng nở" có tiết nhạc đủ ca và lời, nhưng có tiết lại kết hợp cả lời ca và nhạc không lời. Thông thường, một bài hát có 3 câu thì câu 3 được nhắc lại câu 2 để về kết, nhưng trong bài hát này thì câu 2 nhắc lại câu 1, còn câu 3 mang kết cấu mới.

## Đón nhận
Theo một số đánh giá, bài hát "Mùa hoa phượng nở" là một trong những "bài hát hay" dành cho thiếu nhi về mùa hè trong rất nhiều các bài hát cho tuổi học trò. Việc Hoàng Vân đưa những sự tìm tòi, sáng tạo vào ca khúc không chỉ để làm cho âm nhạc "mới lạ" mà còn để "gây cảm xúc cho người nghe". Bài hát có tác động nhất định đến tuổi thơ của trẻ em Việt Nam trong khoảng cuối thế kỷ 20, và được bình chọn vào danh sách "50 bài hát thiếu nhi Việt Nam hay nhất thế kỷ XX" do báo Thiếu niên Tiền Phong tổ chức. "Mùa hoa phượng nở" cũng được đưa vào chương trình giảng dạy thêm trong sách Âm nhạc 5 của Bộ Giáo dục và Đào tạo Việt Nam xuất bản trong chương trình giáo dục phổ thông 2006.